# Torre Blanca (Albarracín)
La Torre Blanca (también, Torre de Doña Blanca), forma parte del recinto defensivo de las murallas de Albarracín, provincia de Teruel (Comunidad Autónoma de Aragón, España). 
Fue declarada monumento nacional junto con el resto del conjunto de fortificaciones de Albarracín en resolución: 03/06/1931 Publicación: 04/06/1931. Forma parte del Conjunto Histórico-Monumental de la Ciudad de Albarracín.

## Historia
La Torre Blanca se levanta sobre el extremo sur del meandro escarpado del río Guadalaviar, justo al lado de la Iglesia de Santa María.
Formaba parte del triángulo defensivo de la ciudad junto con el Alcázar y la Torre del Andador. Se supone construida sobre una antigua torre musulmana ya que en las últimas excavaciones arqueológicas se encontraron restos cerámicos de origen árabe. La presente torre aparece referenciada en el siglo XIII durante la época del señorío de Albarracín. En el siglo XVII se transformó en biblioteca del convento de dominicos que ocupaba el actual cementerio, y del que también formaba parte la contigua Iglesia de Santa María. En el año 2001 es restaurada por la Fundación Santa María de Albarracín, recuperando su fisonomía defensiva original para dedicarla en la actualidad a sala de exposiciones.

## Descripción
Es una importante torre de planta cuadrada que alcanza los 18 metros de altura con gruesos muros de mampostería y con incrustaciones de pequeñas escorias de hierro. La puerta está orientada al norte, a más de ocho metros de altura sobre el suelo exterior como es habitual en las torres defensivas y no de vigilancia, para garantizar así la defensa en caso de asedio.